# Vuelta a Burgos 2023
La 45.ª edición de la Vuelta a Burgos fue una carrera de ciclismo en ruta por etapas que se celebró entre el 15 y el 19 de agosto de 2023 en la provincia de Burgos en España, con inicio en Villalba de Duero y final en el puerto de montaña de Lagunas de Neila sobre un recorrido de 674,1 kilómetros.
La carrera formó parte del UCI ProSeries 2023, calendario ciclístico mundial de segunda división, dentro de la categoría UCI 2.Pro. El vencedor final fue el esloveno Primož Roglič del Jumbo-Visma, quien estuvo acompañado en el podio por el ruso Aleksandr Vlasov del Bora-Hansgrohe y el británico Adam Yates del UAE Emirates, segundo y tercer clasificado respectivamente.

## Equipos participantes
Tomaron parte en la carrera 15 equipos: 8 de categoría UCI WorldTeam, 6 de categoría UCI ProTeam y un equipo Continental, quienes conformaron un pelotón de 105 ciclistas de los cuales terminaron 91. Los equipos participantes fueron:
| WorldTeams (8)- AG2R Citroën Team - Astana Qazaqstan Team - Bahrain Victorious - Bora-Hansgrohe - EF Education-EasyPost - Jumbo-Visma - Movistar Team - UAE Team Emirates ProTeams (6)- Burgos-BH - Caja Rural-Seguros RGA - Eolo-Kometa - Equipo Kern Pharma - Euskaltel-Euskadi - Q36.5 Pro Cycling Team Equipo continental- Electro Hiper Europa |
| |

## Recorrido
La Vuelta a Burgos dispuso de cinco etapas para un recorrido total de 674,1 kilómetros.
| Etapa     | Fecha     | Recorrido                                                          | type                     | Distancia (km) | Desnivel (m) | Ganador               | Líder                 |
| --------- | --------- | ------------------------------------------------------------------ | ------------------------ | -------------- | ------------ | --------------------- | --------------------- |
| 1.ª etapa | 15 de ago | Villalba de Duero – Burgos                                         | etapa llana              | 161            | 1403 m       | Juan Sebastián Molano | Juan Sebastián Molano |
| 2.ª etapa | 16 de ago | Oña – Poza de la Sal                                               | contrarreloj por equipos | 13,1           | 201 m        | Jumbo-Visma           | Attila Valter         |
| 3.ª etapa | 17 de ago | Sargentes de la Lora – Villarcayo de Merindad de Castilla la Vieja | etapa de media montaña   | 183            | 3055 m       | Primož Roglič         | Primož Roglič         |
| 4.ª etapa | 18 de ago | Santa Gadea del Cid – Pradoluengo                                  | etapa escarpada          | 157            | 2229 m       | Oier Lazkano          | Primož Roglič         |
| 5.ª etapa | 19 de ago | Golmayo – Lagunas de Neila                                         | etapa de montaña         | 160            | 2708 m       | Primož Roglič         | Primož Roglič         |

## Desarrollo de la carrera

### 1.ª etapa
| Villalba de Duero - Burgos | etapa llana | (161 km) |

| \| Clasificación de la etapa \| Clasificación de la etapa \| Clasificación de la etapa \| Clasificación de la etapa \| Clasificación de la etapa \| \| Ciclista \| Ciclista \| Equipo \| Tiempo \| \| \| ------------------------- \| ------------------------- \| ------------------------- \| ------------------------- \| ------------------------- \| \| 1.º \| Juan Sebastián Molano \| UAE Team Emirates \| 3 h 38 min 58 s \| \| \| 2.º \| Iván García Cortina \| Movistar Team \| + 0 s \| \| \| 3.º \| Edoardo Affini \| Jumbo-Visma \| + 0 s \| \| \| 4.º \| Victor Koretzky \| Bora-Hansgrohe \| + 0 s \| \| \| 5.º \| Iúri Leitão \| Caja Rural-Seguros RGA \| + 0 s \| \| \| 6.º \| Andrea Vendrame \| AG2R Citroën Team \| + 0 s \| \| \| 7.º \| Gianluca Brambilla \| Q36.5 Pro Cycling Team \| + 0 s \| \| \| 8.º \| Manuel Peñalver \| Burgos-BH \| + 0 s \| \| \| 9.º \| Sean Quinn \| EF Education-EasyPost \| + 0 s \| \| \| 10.º \| Aleksandr Vlásov \| Bora-Hansgrohe \| + 0 s \| \| |                       |                        |                 |
| |                       |                        |                 |
| Fuente: ProCyclingStats |                       |                        |                 |
| Clasificación de la etapa |                       |                        |                 |
| Ciclista | Ciclista              | Equipo                 | Tiempo          |
| 1.º | Juan Sebastián Molano | UAE Team Emirates      | 3 h 38 min 58 s |
| 2.º | Iván García Cortina   | Movistar Team          | + 0 s           |
| 3.º | Edoardo Affini        | Jumbo-Visma            | + 0 s           |
| 4.º | Victor Koretzky       | Bora-Hansgrohe         | + 0 s           |
| 5.º | Iúri Leitão           | Caja Rural-Seguros RGA | + 0 s           |
| 6.º | Andrea Vendrame       | AG2R Citroën Team      | + 0 s           |
| 7.º | Gianluca Brambilla    | Q36.5 Pro Cycling Team | + 0 s           |
| 8.º | Manuel Peñalver       | Burgos-BH              | + 0 s           |
| 9.º | Sean Quinn            | EF Education-EasyPost  | + 0 s           |
| 10.º | Aleksandr Vlásov      | Bora-Hansgrohe         | + 0 s           |

| \| Clasificación general \| Clasificación general \| Clasificación general \| Clasificación general \| Clasificación general \| \| Ciclista \| Ciclista \| Equipo \| Tiempo \| \| \| --------------------- \| --------------------- \| ---------------------- \| --------------------- \| --------------------- \| \| 1.º \| Juan Sebastián Molano \| UAE Team Emirates \| 3 h 38 min 48 s \| \| \| 2.º \| Iván García Cortina \| Movistar Team \| + 4 s \| \| \| 3.º \| Edoardo Affini \| Jumbo-Visma \| + 8 s \| \| \| 4.º \| Xabier Berasategi \| Euskaltel-Euskadi \| + 8 s \| \| \| 5.º \| Mattia Bais \| Eolo-Kometa \| + 9 s \| \| \| 6.º \| Victor Koretzky \| Bora-Hansgrohe \| + 10 s \| \| \| 7.º \| Iúri Leitão \| Caja Rural-Seguros RGA \| + 10 s \| \| \| 8.º \| Andrea Vendrame \| AG2R Citroën Team \| + 10 s \| \| \| 9.º \| Gianluca Brambilla \| Q36.5 Pro Cycling Team \| + 10 s \| \| \| 10.º \| Manuel Peñalver \| Burgos-BH \| + 10 s \| \| |                       |                        |                 |
| |                       |                        |                 |
| Fuente: ProCyclingStats |                       |                        |                 |
| Clasificación general |                       |                        |                 |
| Ciclista | Ciclista              | Equipo                 | Tiempo          |
| 1.º | Juan Sebastián Molano | UAE Team Emirates      | 3 h 38 min 48 s |
| 2.º | Iván García Cortina   | Movistar Team          | + 4 s           |
| 3.º | Edoardo Affini        | Jumbo-Visma            | + 8 s           |
| 4.º | Xabier Berasategi     | Euskaltel-Euskadi      | + 8 s           |
| 5.º | Mattia Bais           | Eolo-Kometa            | + 9 s           |
| 6.º | Victor Koretzky       | Bora-Hansgrohe         | + 10 s          |
| 7.º | Iúri Leitão           | Caja Rural-Seguros RGA | + 10 s          |
| 8.º | Andrea Vendrame       | AG2R Citroën Team      | + 10 s          |
| 9.º | Gianluca Brambilla    | Q36.5 Pro Cycling Team | + 10 s          |
| 10.º | Manuel Peñalver       | Burgos-BH              | + 10 s          |

### 2.ª etapa
| Oña - Poza de la Sal | contrarreloj por equipos | (13,1 km) |

| \| Clasificación de la etapa \| Clasificación de la etapa \| Clasificación de la etapa \| Clasificación de la etapa \| Clasificación de la etapa \| \| Ciclista \| Ciclista \| Equipo \| Tiempo \| \| \| ------------------------- \| ------------------------- \| ------------------------- \| ------------------------- \| ------------------------- \| \| 1.º \| Jumbo-Visma \| \| 14 min 38 s \| \| \| 2.º \| Movistar Team \| \| + 19 s \| \| \| 3.º \| Bora-Hansgrohe \| \| + 30 s \| \| \| 4.º \| Bahrain Victorious \| \| + 31 s \| \| \| 5.º \| UAE Team Emirates \| \| + 34 s \| \| \| 6.º \| EF Education-EasyPost \| \| + 42 s \| \| \| 7.º \| Equipo Kern Pharma \| \| + 47 s \| \| \| 8.º \| Astana Qazaqstan Team \| \| + 52 s \| \| \| 9.º \| Q36.5 Pro Cycling Team \| \| + 53 s \| \| \| 10.º \| Euskaltel-Euskadi \| \| + 55 s \| \| |                        |        |             |
| |                        |        |             |
| Fuente: ProCyclingStats |                        |        |             |
| Clasificación de la etapa |                        |        |             |
| Ciclista | Ciclista               | Equipo | Tiempo      |
| 1.º | Jumbo-Visma            |        | 14 min 38 s |
| 2.º | Movistar Team          |        | + 19 s      |
| 3.º | Bora-Hansgrohe         |        | + 30 s      |
| 4.º | Bahrain Victorious     |        | + 31 s      |
| 5.º | UAE Team Emirates      |        | + 34 s      |
| 6.º | EF Education-EasyPost  |        | + 42 s      |
| 7.º | Equipo Kern Pharma     |        | + 47 s      |
| 8.º | Astana Qazaqstan Team  |        | + 52 s      |
| 9.º | Q36.5 Pro Cycling Team |        | + 53 s      |
| 10.º | Euskaltel-Euskadi      |        | + 55 s      |

| \| Clasificación general \| Clasificación general \| Clasificación general \| Clasificación general \| Clasificación general \| \| Ciclista \| Ciclista \| Equipo \| Tiempo \| \| \| --------------------- \| --------------------- \| --------------------- \| --------------------- \| --------------------- \| \| 1.º \| Attila Valter \| Jumbo-Visma \| 3 h 53 min 36 s \| \| \| 2.º \| Jan Tratnik \| Jumbo-Visma \| + 0 s \| \| \| 3.º \| Koen Bouwman \| Jumbo-Visma \| + 0 s \| \| \| 4.º \| Primož Roglič \| Jumbo-Visma \| + 0 s \| \| \| 5.º \| Iván García Cortina \| Movistar Team \| + 13 s \| \| \| 6.º \| Oier Lazkano \| Movistar Team \| + 19 s \| \| \| 7.º \| Einer Rubio \| Movistar Team \| + 19 s \| \| \| 8.º \| Carlos Verona \| Movistar Team \| + 19 s \| \| \| 9.º \| Aleksandr Vlásov \| Bora-Hansgrohe \| + 30 s \| \| \| 10.º \| Florian Lipowitz \| Bora-Hansgrohe \| + 30 s \| \| |                     |                |                 |
| |                     |                |                 |
| Fuente: ProCyclingStats |                     |                |                 |
| Clasificación general |                     |                |                 |
| Ciclista | Ciclista            | Equipo         | Tiempo          |
| 1.º | Attila Valter       | Jumbo-Visma    | 3 h 53 min 36 s |
| 2.º | Jan Tratnik         | Jumbo-Visma    | + 0 s           |
| 3.º | Koen Bouwman        | Jumbo-Visma    | + 0 s           |
| 4.º | Primož Roglič       | Jumbo-Visma    | + 0 s           |
| 5.º | Iván García Cortina | Movistar Team  | + 13 s          |
| 6.º | Oier Lazkano        | Movistar Team  | + 19 s          |
| 7.º | Einer Rubio         | Movistar Team  | + 19 s          |
| 8.º | Carlos Verona       | Movistar Team  | + 19 s          |
| 9.º | Aleksandr Vlásov    | Bora-Hansgrohe | + 30 s          |
| 10.º | Florian Lipowitz    | Bora-Hansgrohe | + 30 s          |

### 3.ª etapa
| Sargentes de la Lora - Villarcayo de Merindad de Castilla la Vieja | etapa de media montaña | (183 km) |

| \| Clasificación de la etapa \| Clasificación de la etapa \| Clasificación de la etapa \| Clasificación de la etapa \| Clasificación de la etapa \| \| Ciclista \| Ciclista \| Equipo \| Tiempo \| \| \| ------------------------- \| ------------------------- \| ------------------------- \| ------------------------- \| ------------------------- \| \| 1.º \| Primož Roglič \| Jumbo-Visma \| 4 h 26 min 00 s \| \| \| 2.º \| Aleksandr Vlásov \| Bora-Hansgrohe \| + 0 s \| \| \| 3.º \| Adam Yates \| UAE Team Emirates \| + 0 s \| \| \| 4.º \| Damien Howson \| Q36.5 Pro Cycling Team \| + 0 s \| \| \| 5.º \| Javier Romo \| Astana Qazaqstan Team \| + 1 min 07 s \| \| \| 6.º \| George Bennett \| UAE Team Emirates \| + 1 min 07 s \| \| \| 7.º \| Einer Rubio \| Movistar Team \| + 1 min 07 s \| \| \| 8.º \| Nicolas Prodhomme \| AG2R Citroën Team \| + 3 min 17 s \| \| \| 9.º \| Pablo Castrillo \| Equipo Kern Pharma \| + 3 min 17 s \| \| \| 10.º \| Sean Quinn \| EF Education-EasyPost \| + 3 min 51 s \| \| |                   |                        |                 |
| |                   |                        |                 |
| Fuente: ProCyclingStats |                   |                        |                 |
| Clasificación de la etapa |                   |                        |                 |
| Ciclista | Ciclista          | Equipo                 | Tiempo          |
| 1.º | Primož Roglič     | Jumbo-Visma            | 4 h 26 min 00 s |
| 2.º | Aleksandr Vlásov  | Bora-Hansgrohe         | + 0 s           |
| 3.º | Adam Yates        | UAE Team Emirates      | + 0 s           |
| 4.º | Damien Howson     | Q36.5 Pro Cycling Team | + 0 s           |
| 5.º | Javier Romo       | Astana Qazaqstan Team  | + 1 min 07 s    |
| 6.º | George Bennett    | UAE Team Emirates      | + 1 min 07 s    |
| 7.º | Einer Rubio       | Movistar Team          | + 1 min 07 s    |
| 8.º | Nicolas Prodhomme | AG2R Citroën Team      | + 3 min 17 s    |
| 9.º | Pablo Castrillo   | Equipo Kern Pharma     | + 3 min 17 s    |
| 10.º | Sean Quinn        | EF Education-EasyPost  | + 3 min 51 s    |

| \| Clasificación general \| Clasificación general \| Clasificación general \| Clasificación general \| Clasificación general \| \| Ciclista \| Ciclista \| Equipo \| Tiempo \| \| \| --------------------- \| --------------------- \| ---------------------- \| --------------------- \| --------------------- \| \| 1.º \| Primož Roglič \| Jumbo-Visma \| 8 h 19 min 25 s \| \| \| 2.º \| Aleksandr Vlásov \| Bora-Hansgrohe \| + 33 s \| \| \| 3.º \| Adam Yates \| UAE Team Emirates \| + 38 s \| \| \| 4.º \| Damien Howson \| Q36.5 Pro Cycling Team \| + 1 min 04 s \| \| \| 5.º \| Einer Rubio \| Movistar Team \| + 1 min 37 s \| \| \| 6.º \| George Bennett \| UAE Team Emirates \| + 1 min 52 s \| \| \| 7.º \| Javier Romo \| Astana Qazaqstan Team \| + 2 min 10 s \| \| \| 8.º \| Jan Tratnik \| Jumbo-Visma \| + 4 min 02 s \| \| \| 9.º \| Pablo Castrillo \| Equipo Kern Pharma \| + 4 min 15 s \| \| \| 10.º \| Nicolas Prodhomme \| AG2R Citroën Team \| + 4 min 29 s \| \| |                   |                        |                 |
| |                   |                        |                 |
| Fuente: ProCyclingStats |                   |                        |                 |
| Clasificación general |                   |                        |                 |
| Ciclista | Ciclista          | Equipo                 | Tiempo          |
| 1.º | Primož Roglič     | Jumbo-Visma            | 8 h 19 min 25 s |
| 2.º | Aleksandr Vlásov  | Bora-Hansgrohe         | + 33 s          |
| 3.º | Adam Yates        | UAE Team Emirates      | + 38 s          |
| 4.º | Damien Howson     | Q36.5 Pro Cycling Team | + 1 min 04 s    |
| 5.º | Einer Rubio       | Movistar Team          | + 1 min 37 s    |
| 6.º | George Bennett    | UAE Team Emirates      | + 1 min 52 s    |
| 7.º | Javier Romo       | Astana Qazaqstan Team  | + 2 min 10 s    |
| 8.º | Jan Tratnik       | Jumbo-Visma            | + 4 min 02 s    |
| 9.º | Pablo Castrillo   | Equipo Kern Pharma     | + 4 min 15 s    |
| 10.º | Nicolas Prodhomme | AG2R Citroën Team      | + 4 min 29 s    |

### 4.ª etapa
| Santa Gadea del Cid - Pradoluengo | etapa escarpada | (157 km) |

| \| Clasificación de la etapa \| Clasificación de la etapa \| Clasificación de la etapa \| Clasificación de la etapa \| Clasificación de la etapa \| \| Ciclista \| Ciclista \| Equipo \| Tiempo \| \| \| ------------------------- \| ------------------------- \| ------------------------- \| ------------------------- \| ------------------------- \| \| 1.º \| Oier Lazkano \| Movistar Team \| 3 h 56 min 05 s \| \| \| 2.º \| Santiago Buitrago \| Bahrain Victorious \| + 0 s \| \| \| 3.º \| Raúl García Pierna \| Equipo Kern Pharma \| + 3 s \| \| \| 4.º \| Jonathan Caicedo \| EF Education-EasyPost \| + 3 s \| \| \| 5.º \| Gianluca Brambilla \| Q36.5 Pro Cycling Team \| + 3 s \| \| \| 6.º \| Harold Martín López \| Astana Qazaqstan Team \| + 3 s \| \| \| 7.º \| Matteo Fabbro \| Bora-Hansgrohe \| + 5 s \| \| \| 8.º \| Joan Bou \| Euskaltel-Euskadi \| + 5 s \| \| \| 9.º \| Jay Vine \| UAE Team Emirates \| + 5 s \| \| \| 10.º \| Iván García Cortina \| Movistar Team \| + 58 s \| \| |                     |                        |                 |
| |                     |                        |                 |
| Fuente: ProCyclingStats |                     |                        |                 |
| Clasificación de la etapa |                     |                        |                 |
| Ciclista | Ciclista            | Equipo                 | Tiempo          |
| 1.º | Oier Lazkano        | Movistar Team          | 3 h 56 min 05 s |
| 2.º | Santiago Buitrago   | Bahrain Victorious     | + 0 s           |
| 3.º | Raúl García Pierna  | Equipo Kern Pharma     | + 3 s           |
| 4.º | Jonathan Caicedo    | EF Education-EasyPost  | + 3 s           |
| 5.º | Gianluca Brambilla  | Q36.5 Pro Cycling Team | + 3 s           |
| 6.º | Harold Martín López | Astana Qazaqstan Team  | + 3 s           |
| 7.º | Matteo Fabbro       | Bora-Hansgrohe         | + 5 s           |
| 8.º | Joan Bou            | Euskaltel-Euskadi      | + 5 s           |
| 9.º | Jay Vine            | UAE Team Emirates      | + 5 s           |
| 10.º | Iván García Cortina | Movistar Team          | + 58 s          |

| \| Clasificación general \| Clasificación general \| Clasificación general \| Clasificación general \| Clasificación general \| \| Ciclista \| Ciclista \| Equipo \| Tiempo \| \| \| --------------------- \| --------------------- \| ---------------------- \| --------------------- \| --------------------- \| \| 1.º \| Primož Roglič \| Jumbo-Visma \| 12 h 16 min 28 s \| \| \| 2.º \| Aleksandr Vlásov \| Bora-Hansgrohe \| + 33 s \| \| \| 3.º \| Adam Yates \| UAE Team Emirates \| + 38 s \| \| \| 4.º \| Damien Howson \| Q36.5 Pro Cycling Team \| + 1 min 04 s \| \| \| 5.º \| George Bennett \| UAE Team Emirates \| + 1 min 52 s \| \| \| 6.º \| Javier Romo \| Astana Qazaqstan Team \| + 2 min 10 s \| \| \| 7.º \| Einer Rubio \| Movistar Team \| + 2 min 27 s \| \| \| 8.º \| Raúl García Pierna \| Equipo Kern Pharma \| + 3 min 50 s \| \| \| 9.º \| Jay Vine \| UAE Team Emirates \| + 3 min 53 s \| \| \| 10.º \| Harold Martín López \| Astana Qazaqstan Team \| + 3 min 57 s \| \| |                     |                        |                  |
| |                     |                        |                  |
| Fuente: ProCyclingStats |                     |                        |                  |
| Clasificación general |                     |                        |                  |
| Ciclista | Ciclista            | Equipo                 | Tiempo           |
| 1.º | Primož Roglič       | Jumbo-Visma            | 12 h 16 min 28 s |
| 2.º | Aleksandr Vlásov    | Bora-Hansgrohe         | + 33 s           |
| 3.º | Adam Yates          | UAE Team Emirates      | + 38 s           |
| 4.º | Damien Howson       | Q36.5 Pro Cycling Team | + 1 min 04 s     |
| 5.º | George Bennett      | UAE Team Emirates      | + 1 min 52 s     |
| 6.º | Javier Romo         | Astana Qazaqstan Team  | + 2 min 10 s     |
| 7.º | Einer Rubio         | Movistar Team          | + 2 min 27 s     |
| 8.º | Raúl García Pierna  | Equipo Kern Pharma     | + 3 min 50 s     |
| 9.º | Jay Vine            | UAE Team Emirates      | + 3 min 53 s     |
| 10.º | Harold Martín López | Astana Qazaqstan Team  | + 3 min 57 s     |

### 5.ª etapa
| Golmayo - Lagunas de Neila | etapa de montaña | (160 km) |

| \| Clasificación de la etapa \| Clasificación de la etapa \| Clasificación de la etapa \| Clasificación de la etapa \| Clasificación de la etapa \| \| Ciclista \| Ciclista \| Equipo \| Tiempo \| \| \| ------------------------- \| ------------------------- \| ------------------------- \| ------------------------- \| ------------------------- \| \| 1.º \| Primož Roglič \| Jumbo-Visma \| 4 h 08 min 31 s \| \| \| 2.º \| Adam Yates \| UAE Team Emirates \| + 0 s \| \| \| 3.º \| Aleksandr Vlásov \| Bora-Hansgrohe \| + 0 s \| \| \| 4.º \| Jay Vine \| UAE Team Emirates \| + 30 s \| \| \| 5.º \| Einer Rubio \| Movistar Team \| + 48 s \| \| \| 6.º \| Santiago Buitrago \| Bahrain Victorious \| + 48 s \| \| \| 7.º \| Damien Howson \| Q36.5 Pro Cycling Team \| + 53 s \| \| \| 8.º \| Attila Valter \| Jumbo-Visma \| + 1 min 03 s \| \| \| 9.º \| Jonathan Caicedo \| EF Education-EasyPost \| + 1 min 03 s \| \| \| 10.º \| Damiano Caruso \| Bahrain Victorious \| + 1 min 03 s \| \| |                   |                        |                 |
| |                   |                        |                 |
| Fuente: ProCyclingStats |                   |                        |                 |
| Clasificación de la etapa |                   |                        |                 |
| Ciclista | Ciclista          | Equipo                 | Tiempo          |
| 1.º | Primož Roglič     | Jumbo-Visma            | 4 h 08 min 31 s |
| 2.º | Adam Yates        | UAE Team Emirates      | + 0 s           |
| 3.º | Aleksandr Vlásov  | Bora-Hansgrohe         | + 0 s           |
| 4.º | Jay Vine          | UAE Team Emirates      | + 30 s          |
| 5.º | Einer Rubio       | Movistar Team          | + 48 s          |
| 6.º | Santiago Buitrago | Bahrain Victorious     | + 48 s          |
| 7.º | Damien Howson     | Q36.5 Pro Cycling Team | + 53 s          |
| 8.º | Attila Valter     | Jumbo-Visma            | + 1 min 03 s    |
| 9.º | Jonathan Caicedo  | EF Education-EasyPost  | + 1 min 03 s    |
| 10.º | Damiano Caruso    | Bahrain Victorious     | + 1 min 03 s    |

## Clasificaciones finales
- Las clasificaciones finalizaron de la siguiente forma:[5]

### Clasificación general
| \| Clasificación general \| Clasificación general \| Clasificación general \| Clasificación general \| Clasificación general \| \| Ciclista \| Ciclista \| Equipo \| Tiempo \| \| \| --------------------- \| --------------------- \| ---------------------- \| --------------------- \| --------------------- \| \| 1.º \| Primož Roglič \| Jumbo-Visma \| 16 h 24 min 49 s \| \| \| 2.º \| Aleksandr Vlásov \| Bora-Hansgrohe \| + 39 s \| \| \| 3.º \| Adam Yates \| UAE Team Emirates \| + 42 s \| \| \| 4.º \| Damien Howson \| Q36.5 Pro Cycling Team \| + 2 min 07 s \| \| \| 5.º \| Einer Rubio \| Movistar Team \| + 3 min 25 s \| \| \| 6.º \| George Bennett \| UAE Team Emirates \| + 3 min 39 s \| \| \| 7.º \| Javier Romo \| Astana Qazaqstan Team \| + 3 min 42 s \| \| \| 8.º \| Jay Vine \| UAE Team Emirates \| + 4 min 33 s \| \| \| 9.º \| Harold Martín López \| Astana Qazaqstan Team \| + 5 min 23 s \| \| \| 10.º \| Joan Bou \| Euskaltel-Euskadi \| + 5 min 27 s \| \| |                     |                        |                  |
| |                     |                        |                  |
| Fuente: ProCyclingStats |                     |                        |                  |
| Clasificación general |                     |                        |                  |
| Ciclista | Ciclista            | Equipo                 | Tiempo           |
| 1.º | Primož Roglič       | Jumbo-Visma            | 16 h 24 min 49 s |
| 2.º | Aleksandr Vlásov    | Bora-Hansgrohe         | + 39 s           |
| 3.º | Adam Yates          | UAE Team Emirates      | + 42 s           |
| 4.º | Damien Howson       | Q36.5 Pro Cycling Team | + 2 min 07 s     |
| 5.º | Einer Rubio         | Movistar Team          | + 3 min 25 s     |
| 6.º | George Bennett      | UAE Team Emirates      | + 3 min 39 s     |
| 7.º | Javier Romo         | Astana Qazaqstan Team  | + 3 min 42 s     |
| 8.º | Jay Vine            | UAE Team Emirates      | + 4 min 33 s     |
| 9.º | Harold Martín López | Astana Qazaqstan Team  | + 5 min 23 s     |
| 10.º | Joan Bou            | Euskaltel-Euskadi      | + 5 min 27 s     |

### Clasificación de la montaña
| Clasificación de la montaña | Clasificación de la montaña | Clasificación de la montaña | Clasificación de la montaña | Clasificación de la montaña |
| Ciclista                    | Ciclista                    | Equipo                      | Puntos                      |                             |
| --------------------------- | --------------------------- | --------------------------- | --------------------------- | --------------------------- |
| 1.º                         | Adam Yates                  | UAE Team Emirates           | 61 pts                      |                             |
| 2.º                         | Primož Roglič               | Jumbo-Visma                 | 57 pts                      |                             |
| 3.º                         | Aleksandr Vlásov            | Bora-Hansgrohe              | 40 pts                      |                             |
| 4.º                         | Jay Vine                    | UAE Team Emirates           | 37 pts                      |                             |
| 5.º                         | Xabier Berasategi           | Euskaltel-Euskadi           | 30 pts                      |                             |
| 6.º                         | Damien Howson               | Q36.5 Pro Cycling Team      | 29 pts                      |                             |
| 7.º                         | Matteo Fabbro               | Bora-Hansgrohe              | 26 pts                      |                             |
| 8.º                         | Einer Rubio                 | Movistar Team               | 18 pts                      |                             |
| 9.º                         | Santiago Buitrago           | Bahrain Victorious          | 17 pts                      |                             |
| 10.º                        | Mattia Bais                 | Eolo-Kometa                 | 17 pts                      |                             |

### Clasificación por puntos
| Clasificación por puntos | Clasificación por puntos | Clasificación por puntos | Clasificación por puntos | Clasificación por puntos |
| Ciclista                 | Ciclista                 | Equipo                   | Puntos                   |                          |
| ------------------------ | ------------------------ | ------------------------ | ------------------------ | ------------------------ |
| 1.º                      | Primož Roglič            | Jumbo-Visma              | 50 pts                   |                          |
| 2.º                      | Aleksandr Vlásov         | Bora-Hansgrohe           | 47 pts                   |                          |
| 3.º                      | Adam Yates               | UAE Team Emirates        | 40 pts                   |                          |
| 4.º                      | Santiago Buitrago        | Bahrain Victorious       | 30 pts                   |                          |
| 5.º                      | Oier Lazkano             | Movistar Team            | 27 pts                   |                          |
| 6.º                      | Iván García Cortina      | Movistar Team            | 26 pts                   |                          |
| 7.º                      | Juan Sebastián Molano    | UAE Team Emirates        | 25 pts                   |                          |
| 8.º                      | Damien Howson            | Q36.5 Pro Cycling Team   | 23 pts                   |                          |
| 9.º                      | Einer Rubio              | Movistar Team            | 21 pts                   |                          |
| 10.º                     | Jay Vine                 | UAE Team Emirates        | 21 pts                   |                          |

### Clasificación de los jóvenes
| Clasificación del mejor joven | Clasificación del mejor joven | Clasificación del mejor joven | Clasificación del mejor joven | Clasificación del mejor joven |
| Ciclista                      | Ciclista                      | Equipo                        | Tiempo                        |                               |
| ----------------------------- | ----------------------------- | ----------------------------- | ----------------------------- | ----------------------------- |
| 1.º                           | Javier Romo                   | Astana Qazaqstan Team         | 16 h 28 min 31 s              |                               |
| 2.º                           | Harold Martín López           | Astana Qazaqstan Team         | + 1 min 41 s                  |                               |
| 3.º                           | Pablo Castrillo               | Equipo Kern Pharma            | + 2 min 20 s                  |                               |
| 4.º                           | Raúl García Pierna            | Equipo Kern Pharma            | + 2 min 24 s                  |                               |
| 5.º                           | Sean Quinn                    | EF Education-EasyPost         | + 3 min 20 s                  |                               |
| 6.º                           | Mark Donovan                  | Q36.5 Pro Cycling Team        | + 3 min 46 s                  |                               |
| 7.º                           | Mulu Hailemichael             | Caja Rural-Seguros RGA        | + 4 min 35 s                  |                               |
| 8.º                           | Santiago Buitrago             | Bahrain Victorious            | + 9 min 15 s                  |                               |
| 9.º                           | Oier Lazkano                  | Movistar Team                 | + 12 min 35 s                 |                               |
| 10.º                          | Carlos Canal                  | Euskaltel-Euskadi             | + 13 min 05 s                 |                               |

### Clasificación por equipos
| Clasificación por equipos | Clasificación por equipos | Clasificación por equipos | Clasificación por equipos |
| Equipo                    | Equipo                    | Tiempo                    |                           |
| ------------------------- | ------------------------- | ------------------------- | ------------------------- |
| 1.º                       | UAE Team Emirates         | 48 h 53 min 10 s          |                           |
| 2.º                       | Jumbo-Visma               | + 5 min 17 s              |                           |
| 3.º                       | Equipo Kern Pharma        | + 9 min 25 s              |                           |
| 4.º                       | Movistar Team             | + 12 min 09 s             |                           |
| 5.º                       | Q36.5 Pro Cycling Team    | + 13 min 28 s             |                           |
| 6.º                       | Astana Qazaqstan Team     | + 16 min 12 s             |                           |
| 7.º                       | EF Education-EasyPost     | + 17 min 12 s             |                           |
| 8.º                       | Bahrain Victorious        | + 18 min 23 s             |                           |
| 9.º                       | Euskaltel-Euskadi         | + 20 min 23 s             |                           |
| 10.º                      | AG2R Citroën Team         | + 22 min 02 s             |                           |

## Evolución de las clasificaciones
| Etapa                   |                          | Ganador _             | Clasificación general | Puntos                | Montaña           | Jóvenes           | Equipo _          |
| ----------------------- | ------------------------ | --------------------- | --------------------- | --------------------- | ----------------- | ----------------- | ----------------- |
| 1.ª etapa               | etapa llana              | Juan Sebastián Molano | Juan Sebastián Molano | Juan Sebastián Molano | Xabier Berasategi | Xabier Berasategi | Bora-Hansgrohe    |
| 2.ª etapa               | contrarreloj por equipos | Jumbo-Visma           | Attila Valter         | Juan Sebastián Molano | Xabier Berasategi | Oier Lazkano      | Jumbo-Visma       |
| 3.ª etapa               | etapa de media montaña   | Primož Roglič         | Primož Roglič         | Aleksandr Vlásov      | Adam Yates        | Javier Romo       | UAE Team Emirates |
| 4.ª etapa               | etapa escarpada          | Oier Lazkano          | Primož Roglič         | Aleksandr Vlásov      | Adam Yates        | Javier Romo       | UAE Team Emirates |
| 5.ª etapa               | etapa de montaña         | Primož Roglič         | Primož Roglič         | Primož Roglič         | Adam Yates        | Javier Romo       | UAE Team Emirates |
| Clasificaciones finales | Clasificaciones finales  |                       | Primož Roglič         | Primož Roglič         | Adam Yates        | Javier Romo       | UAE Team Emirates |

## Ciclistas participantes y posiciones finales
Convenciones:
- AB-N: Abandono en la etapa "N"
- FLT-N: Retiro por llegada fuera del límite de tiempo en la etapa "N"
- NTS-N: No tomó la salida para la etapa "N"
- DES-N: Descalificado o expulsado en la etapa "N"

## UCI World Ranking
La Vuelta a Burgos otorgó puntos para el UCI World Ranking para corredores de los equipos en las categorías UCI WorldTeam, UCI ProTeam y Continental. Las siguientes tablas son el baremo de puntuación y los diez corredores que obtuvieron más puntos:
| Posición              | 1.º | 2.º | 3.º | 4.º | 5.º | 6.º | 7.º | 8.º | 9.º | 10.º | 11.º | 12.º | 13.º | 14.º | 15.º | 16.º-30.º | 31.º-40.º |
| Clasificación general | 200 | 150 | 125 | 100 | 85  | 70  | 60  | 50  | 40  | 35   | 30   | 25   | 20   | 15   | 10   | 5         | 3         |
| Por etapa             | 20  | 15  | 10  | 5   | 3   |     |     |     |     |      |      |      |      |      |      |           |           |
| Líder                 | 5   |     |     |     |     |     |     |     |     |      |      |      |      |      |      |           |           |

| Clasificación |                     |                   |         |       |       |        |
| Posición      | Ciclista            | Equipo            | General | Etapa | Líder | Total  |
| ------------- | ------------------- | ----------------- | ------- | ----- | ----- | ------ |
| 1.º           | Primož Roglič       | Jumbo-Visma       | 200     | 42,86 | 10    | 252,86 |
| 2.º           | Aleksandr Vlasov    | Bora-Hansgrohe    | 150     | 26,43 | -     | 176,43 |
| 3.º           | Adam Yates          | UAE Emirates      | 125     | 25,43 | -     | 150,43 |
| 4.º           | Damien Howson       | Q36.5             | 100     | 5     | -     | 105    |
| 5.º           | Einer Rubio         | Movistar          | 85      | 5,14  | -     | 90,14  |
| 6.º           | George Bennett      | UAE Emirates      | 70      | 0,43  | -     | 70,43  |
| 7.º           | Javier Romo         | Astana Qazaqstan  | 60      | 3     | -     | 63     |
| 8.º           | Jay Vine            | UAE Emirates      | 50      | 5,43  | -     | 55,43  |
| 9.º           | Harold Martín López | Astana Qazaqstan  | 40      | -     | -     | 40     |
| 10.º          | Joan Bou            | Euskaltel-Euskadi | 35      | -     | -     | 35     |